# Provida solersque

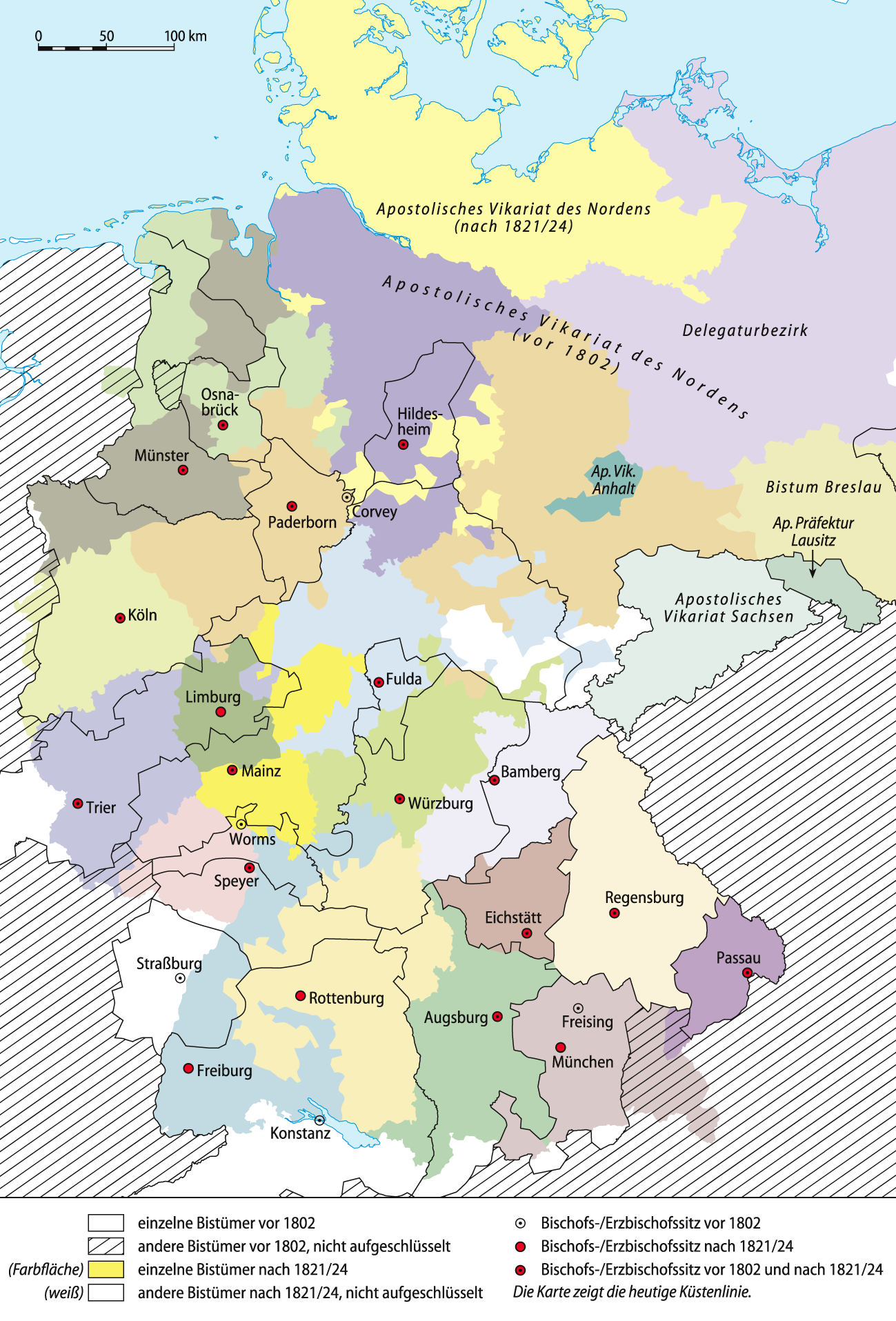
Die alte Diözesangliederung (schwarze Grenzlinien) und die Neuumschreibung nach dem Wiener Kongress (Farbflächen)

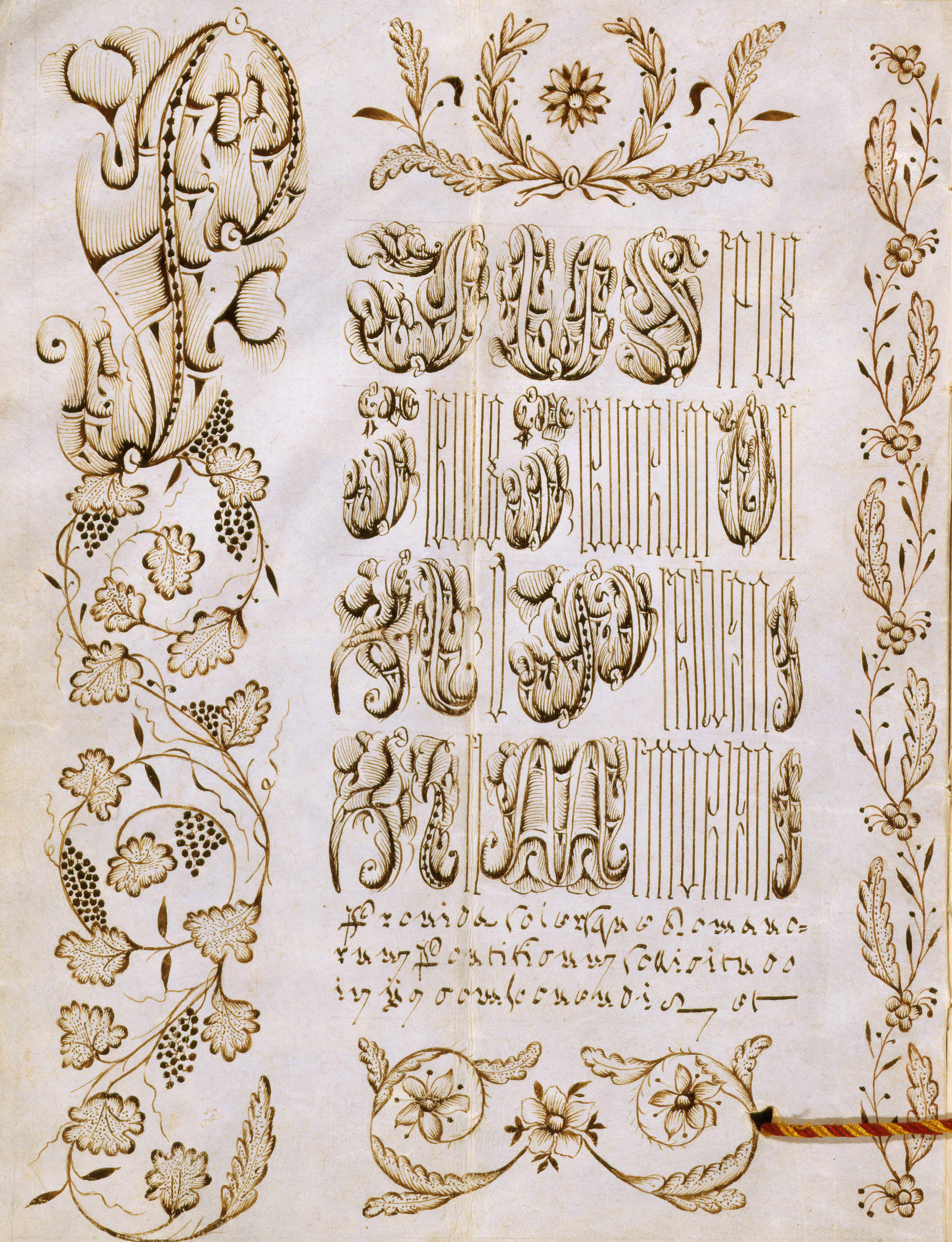
Zirkumskriptionsbulle Provida solersque, 1821 (Hauptstaatsarchiv Stuttgart, E 100 Nr. 489)

Die Zirkumskriptionsbulle Provida solersque von Papst Pius VII., datiert auf den 16. August 1821, regelte im Rahmen der Neuumschreibung der katholischen Diözesen in Deutschland nach dem Wiener Kongress die Bistumsgrenzen sowie die kirchlichen Instanzen im südwestdeutschen Raum und in Hessen. 

## Grundlage
Anlass dieser päpstlichen Bulle waren die Ergebnisse des Wiener Kongresses von 1815, auf dem die seit dem Reichsdeputationshauptschluss schwebenden kirchlichen Angelegenheiten nicht eindeutig geregelt worden waren. So war es dem Papst wie den neuen Staaten wichtig, die kirchlichen Grenzen an die territorialen Grenzen anzugleichen. 

„Und nachdem Wir diese vor vier Jahren in dem Königreiche Baiern auf eine zweckmässige Weise geordnet hatten, so wendeten Wir zugleich ohne Verzug Unsere Sorgfalt auf alle jene Verehrer des wahren Glaubens, welche gegenwärtig unter der Herrschaft der Durchlauchtigsten Fürsten und Staaten von Deutschland, nämlich des Königs von Württemberg, des Großherzogs von Baden, des Großherzogs von Hessen, des Kurfürsten von Hessen, des Herzogs von Nassau, der freien Stadt Frankfurt, des Großherzogs von Mecklenburg, der Herzoge von Sachsen, des Herzogs von Oldenburg, des Fürsten von Waldeck und der freien Hansestädte Lübeck und Bremen, sich befinden, welche, um ihre Bereitwilligkeit an den Tag zu legen, Alles beizutragen, damit durch den apostolischen Stuhl Bisthümer mit schicklicher Ausstattung entweder neu errichtet oder hergestellt werden möchten, deshalb eine gemeinschaftliche Gesandtschaft nach Rom sendeten.“

## Erzbistum Freiburg
Das Erzbistum Freiburg wurde aus Teilen der Bistümer Konstanz, Mainz, Straßburg, Worms und Würzburg auf dem Territorium des Großherzogtums Baden sowie der Fürstentümer Hohenzollern-Hechingen und Hohenzollern-Sigmaringen errichtet. Das Münster wurde zur Metropolitankirche erhoben. Als Suffraganbistümer wurden dem neuen Erzbistum die Bistümer Fulda, Limburg, Mainz und Rottenburg zugeordnet.

## Bistum Mainz
Die Grenzen des Bistums Mainz wurden zumeist übereinstimmend mit den Landesgrenzen des Großherzogtums Hessen gezogen. In Mainz wurde ein Kathedralkapitel errichtet. Das Bistum wurde aus dem Zuständigkeitsbereich des Metropoliten von Mecheln herausgelöst und als Suffraganbistum dem neuen Erzbistum Freiburg zugeordnet.

## Bistum Fulda
Das Bistum Fulda wurde ebenfalls als Suffraganbistum dem neuen Erzbistum Freiburg zugeordnet, gleichzeitig wurde es als kurhessisches Landesbistum umschrieben.

## Bistum Rottenburg
Rottenburg wurde zum bischöflichen Sitz erhoben und wurde ein eigenständiges Bistum, das dem Erzbistum Freiburg als Suffraganbistum zugeordnet wurde. Sein Gebiet wurde dem Königreich Württemberg angeglichen.

## Bistum Limburg
Limburg erhielt alle Rechte, Gerichtsbarkeiten, Vorzüge und Ehren eines bischöflichen Sitzes, der Dom wurde zur Kathedralkirche erhoben. Das Bistum umfasste im Wesentlichen das Herzogtum Nassau und die Freie Stadt Frankfurt. Es wurde als Suffraganbistum dem Erzbistum Freiburg zugeordnet.

## Bistum Konstanz
Das Bistum Konstanz und die Propstei in Ellwangen wurden unter Aberkennung aller Titel und Privilegien, einschließlich des Prädikats einer bischöflichen Kirche, aufgelöst. Die zu Deutschland gehörenden Gebiete gingen in den neu gegründeten Bistümern Freiburg und Rottenburg auf, die zur Schweiz gehörenden Gebiete wurden den Bistümern Chur und Basel zur Verwaltung unterstellt.